# کالین بورک
کالین بورک (انگلیسی: Colin Bourke؛ زادهٔ ۱۵ اکتبر ۱۹۸۴) بازیکن راگبی ۷ نفره نیوزیلندی‌تبار اهل ژاپن است.